# مقابر الشاطبي
مقابر الشاطبي المعروفة بـ مقابر نيكروبوليس تعد من أشهر وأقدم المقابر الموجودة في الإسكندرية، حيث ترجع إلى عصور مختلفة ابتداءً من العصر اليوناني حتى العصر البيزنطي، عثر بداخلها على أربعة مقابر أثرية بأعماق مختلفة.

## الموقع
تقع مقابر الشاطبي على شاطئ البحر المتوسط في منطقة الشاطبي، حيث تمتد من منطقة الشاطبي حتي مصطفي كامل كما تشكل جزء من الجبانة الشرقية للإسكندرية.

## التاريخ
ترجع مقابر الشاطبي إلى عدة عصور ابتداءً من العصر اليوناني (331 ق.م) حتي العصر البيزنطي (641 م).

## الأهمية
تتركز أهمية مقابر الشاطبي في معرفة اللغة الآرامية وذلك من خلال شواهد القبور الموجودة في القبور اليهودية والتي ترجح تأريخ نقوشها الي القرن الثالث ق.م، كما اعُتقد أنها ليست لليهود فقط بل دُفن بها أيضًا أجانب آخرين مثل: أرشستراتوس من أثينا وسيموتيرا من سيدون، وأيضًا يوجد بها موتى من تساليا وكريت وميغارا، كما ظُنَّ أنها للمرتزقة الذين كانوا يعملون لدى البطالمة.

## الاكتشاف
قام ألكسندر ماكس دي زوجيبه في عام 1892 بالبحث في منطقة الشاطبي حتى الإبراهيمية حتى توصل إلى اكتشاف أواني وتماثيل صغيرة ومسارج وعملات معدنية.
كما اكتُشِفت المقبرة من خلال أعمال جس قام بها فريق عمل أثري في منطقة سبورتنج بجوار نفق الإبراهيمية وذلك لإصدار قرار موافقة على بناء أحد المباني المعمارية تحوي بداخلها العديد من القطع الأثرية التي ترجع من العصر اليوناني حتي العصر البيزنطي.
استمرت التنقيبات والحفائر منذ عام 1907 حتى عام 1928 وتركزت بالأخص في عامي (1912، 1916).
تتكون المقبرة من أربعة قاعات كل قاعة بها فتحات للدفن تأتي الفتحات في صفوف تعلو بعضها، قد تصل عدد الفتحات في الصف إلى أربعة، كما إنها كانت تزخرف بزخارف ملونة وعبارات جنائزية باللغة اليونانية.

## المقبرة الأولى
تسمي بـ «مقبرة الجنود» حيث إنها من أوائل المقابر التي تم الكشف عنها في مقابر الشاطبي، تتكون من فناء يتوسطه عمودين من الطراز الدوري -نسبة إلى الدوريين أصحاب البدايات الأولى لحضارة الإغريق- منحوتين في الصخر، سقف هذه المقبرة مقبب، بها فتحتان عثر بداخلهما على هياكل بشرية عددهم يتعدى العشرة هياكل، عثر أيضًا على عدد كبير من القطع الأثرية في حالة جيدة مثل: المسارج وقنينات العطور والأواني المختلفة.
أهم تلك الآنية هو إناء الهدرا [الإنجليزية]‏(hadara vases) انتشرت هذه الآنية في العصرين اليوناني والروماني، كانت تستخدم ليوضع بها رماد الميت بعد حرقه، منقوش علي هذه الأنية مناظر جنائزية كما مدون عليها اسم المتوفي باللغة اليونانية، كانت هذه الآنية بحالة جيدة جدًا، عثر عليها داخل كوة منحوتة في الصخر كانت مغلقة بألواح حجرية بعضها ملون والبعض الآخر منقوش بالمداد الأحمر باللغة اليونانية، اثبت أنه تم استخدام المقبرة عدة مرات في عصور مختلفة وذلك من خلال وجود أكثر من طبقة ملاط على الجدار.

## المقبرة الثانية
يطلق عليها «توابيت الإبراهيمية» وهي مصنوعة من مادة الرخام المقطوع من الأحجار الكبيرة كما تحتوي على زخارف مشهورة بالإسكندرية، عثر على إحدى هذه التوابيت عند تقاطع شارع شيديا مع شارع كانوب، وعثر علي اثنين آخرين في شارع مجاور لشارع ميكيرينوس، ترجع هذه التوابيت الي النصف الثاني من القرن الثاني للحقبة المسيحية.
بها 8 درجات سلم منحوتة في الصخر من الاتجاه الشمالي للجنوبي، تؤدي هذه السلالم إلى باب المقبرة الموجود في اتجاه الشرق.
لكل تابوت مساحة أمامية تحتوي علي ناتئتين بها ثلاث مستويات كبيرة منقوشة بالنقش البارز عليها زهور وفاكهة، يتدلى منها عنقود عنب كبير من كل فستون، ترتبط هذه الفستونات ببعضها من خلال شرائط على شكل فيونكات مربوطة على أربع تماثيل على شكل ذكور، تستند هذه التماثيل علي قواعد مكعبة.
الجزء الداخلي يوجد به زوج من تماثيل صبية عراة أجسامهما غير متشابهة حيث يميل أحدهما إلى اليمين والآخر إلى اليسار كما أن أقدامهما مبتعدة عن بعض.
أما الزوايا فتحتوي علي تمثالين صغيرين لشابين: أحدهما يستدير إلى الخارج والآخر إلى الداخل، كل منهما يلبس رداء يسمي «أتيس» وهو عبارة عن رداء ذو أكمام طويلة، يغطي الساق حتى الكاحل من خلال سروال، يلف الرداء إلى الظهر ويربط طرفي الرداء حول الرقبة أسفل الحلق، والرداء يكون مفتوحًا من عند البطن والصدر ويلبس علي رأسه خوذة من النوع الفريجي. في منتصف كل فستون توجد ميدوسا أو جورجيون وعن يسارها رأس لرجل يحمل إكليل فاكهة وزهور وعن يمينها رأس امرأة، كما توجد بجانب كل تابوت الفستونات تُحمل علي جمجميات، وتشغل المساحة المقعرة للفستون جورجيون. عثر في الجزء الجنوبي للموقع عن جثتان لم يوضعا في التابوت إحداهما لطفلة صغيرة والأخرى للأم، كما عثر معه علي شاهد قبر منقوش باللغة اليونانية، كما وُجد أربعة وثلاثين شريحة ذهبية على شكل أواني وأعضاء تناسلية وأصابع، وفي القاع ثلاثة خواتم من الذهب. أيضًا اكتُشِفت فسيفساء من القرن الثالث الميلادي.

## المقبرتان الثالثة والرابعة
كلاهما في مستوى أعمق من مستوى المقبرة الأولى، حيث توجد إحداهما في اتجاه الشمال والأخرى في اتجاه الجنوب، عثر بداخلها على عدد كبير من العناصر الأثرية مثل المسارج والأواني الفخارية.